# Stefano Muroni
Stefano Muroni (Tresigallo, 15 luglio 1989) è un attore e sceneggiatore italiano.

## Biografia
Diplomato in recitazione al Centro sperimentale di cinematografia diretto da Giancarlo Giannini, il suo primo film è la produzione italo-americana Amore tra le rovine - Love among the ruins, di Massimo Alì Mohammad. Per il cortometraggio Tommaso dell'anno successivo vince nel 2015 il premio come miglior attore al Napoli Cultural Classic.. Ha scritto e interpretato il film sul terremoto dell'Emilia[4] La notte non fa più paura (2016) di Marco Cassini. Nel 2017 fonda, insieme alla scrittrice Valeria Luzi, Controluce produzione, società di produzione cinematografica. L'anno successivo scrive e produce con Cassini e Luzi il film Oltre la bufera su don Giovanni Minzoni, dove è il protagonista.

### Altre attività
Dal 2012 è conduttore del Giffoni Film Festival per le sezioni Gex Dox e Parental Control.
Stefano Muroni ha al suo attivo anche alcune partecipazioni a opere teatrali, tra cui nel 2015 "Canale Mussolini - La saga", di Clemente Pernarella.
Nel 2013 fonda a Ferrara il Centro Preformazione Attoriale e l'anno seguente dà il via alla Tenda Summer School, campus internazionale di Commedia dell'arte.
È inoltre scrittore, con vari lavori a suo nome. Nel 2021 ha vinto il Premio Acqui Storia nella sezione "Romanzo storico" con Rubens giocava a pallone.
È fondatore e presidente della Scuola d'Arte Cinematografica Florestano Vancini.

## Teatro
- Casa di bambola (2012) di Henrik Ibsen diretto da Maria Sole Limodio
- Ariosto e l'amore per Ferrara (2014) scritto diretto e interpretato da Stefano Muroni
- L'Historie du suldat (2014) di Igor Stravinsky, in collaborazione con il Conservatorio di Santa Cecilia di Roma, di Gianluca Vicari
- Canale Mussolini - La saga (2015) di Clemente Pernarella

## Filmografia

### Cortometraggi
- 30 e lode, regia di Salvatore Romano (2012)
- Happy Ending, regia di Luigi Vincenzo Mascolo (2014)
- Tommaso, regia di Luigi Vincenzo Mascolo (2014)

### Lungometraggi
- Amore tra le rovine - Love Among The Ruins', regia di Massimo Alì Mohammad (2015)
- La notte non fa più paura, regia di Marco Cassini (2016)
- La porta sul buio, regia di Marco Cassini (2017)
- Oltre la bufera, regia di Marco Cassini (2019)
- Il soldato senza nome, regia di Claudio Ripalti (2024)

### Documentari
- La forza delle memoria, regia di Laura Gialli per Rai2 (2019)
- La leggenda Granata, regia di Laura Gialli per Rai2 (2019)

### Webserie
- Voci di resistenza, regia di Giuseppe Muroni (2015) (Treccani)
- L'ultimo grido, regia di Giuseppe Muroni (2018) (Treccani)
- Maschere di guerra, regia di Giuseppe Muroni (2018) (Treccani)

### Videoclip
- 1945-2015 Ferrara non dimentica di Marco Cassini (2015)

## Pubblicazioni
- Tresigallo, città di fondazione. Edmondo Rossoni e la storia di un sogno (2015) (Pendragon)
- Una notte del '43, (2017) (audiolibro Emons)[7]
- Dall'alto della pianura (2017) (Pendragon)
- La notte non fa più paura - Libro fotografico (2017) (Pendragon)